# ماكس ميتلمان
ماكس ميتلمان (Max Mittelman) (إسمه الكامل ماكسويل برادن ميتلمان (Maxwell Braden Mittelman)) هو مؤدي أصوات أمريكي.

## أدواره في الأنمي

### مسلسلات أنمي تلفزيونية
- ون بنتش مان - سايتاما
- كذبتك في أبريل - كوسي أريما
- البلدة في غيابي - جون شيراتوري
- البدلة المتنقلة جاندام سيد - كيرا ياماتو (ريماستر HD)
- البدلة المتنقلة جاندام: أيتام الدم الحديدي - آين دالتون
- موب سايكو 100 - ريتسو كاغياما
- موب سايكو 100 II - ريتسو كاغياما
- الخطايا السبع المميتة - كينغ
- الخطايا السبع المميتة: تلميحات الحرب المقدسة - كينغ
- الخطايا السبع المميتة: إعادة إحياء الوصايا - كينغ
- ماغي: The Kingdom of Magic - يونان
- من الغد الهادئ - هيكاري ساكيشيما
- تورادورا! - هيساميتسو نوتو
- ألدنوا زيرو - إيناهو كايزوكا

### أفلام أنمي
- بوروتو: ناروتو الفيلم - كونوهامارو ساروتوبي
- كينغسلايف: فاينال فانتازي 15 - تريد فوريا
- الخطايا السبع المميتة: أسرى السماء - كينغ
- صوت صامت - ساتوشي ماشيبا

## أدواره في الرسوم المتحركة
- تشوز ميني - أدي الحصان
- ميراكيولوس: مغامرات الدعسوقة والقط الأسود - بلاغ
- بن 10 (مسلسل 2016) - أوفرفلو
- عاملا الخبز - الإوزة الشبح
- مسلسل مارفل: سبايدرمان - هاري أوزبورن

## أدواره في ألعاب الفيديو
- بيرسونا 5 - ريوجي ساكاموتو
- بيرسونا 5 دانسينغ إن ستارلايت - ريوجي ساكاموتو
- فاير إمبلم فيتس - ليو، فورست, كادن

## وصلات خارجية
- ماكس ميتلمان على موقع IMDb (الإنجليزية)
- ماكس ميتلمان على موقع قاعدة بيانات الفيلم (الإنجليزية)
- ماكس ميتلمان على موقع كينوبويسك (الروسية)
- ماكس ميتلمان على موقع ANN person (الإنجليزية)